# دریاچه تولبو
دریاچه تولبو (به زبان مغولی: Толбо нуур، [Tolbo nuur]؛ ᠲᠣᠯᠪᠤ ᠨᠠᠭᠤᠷ، [tolbo naɣur])(به زبان قزاقی: Толбо көлі، تولبو كولى‎) یک دریاچه در مغولستان است که در شهرستان (سُوم) تولبو، استان بایان‌اولگی واقع شده‌است.

## نگارخانه

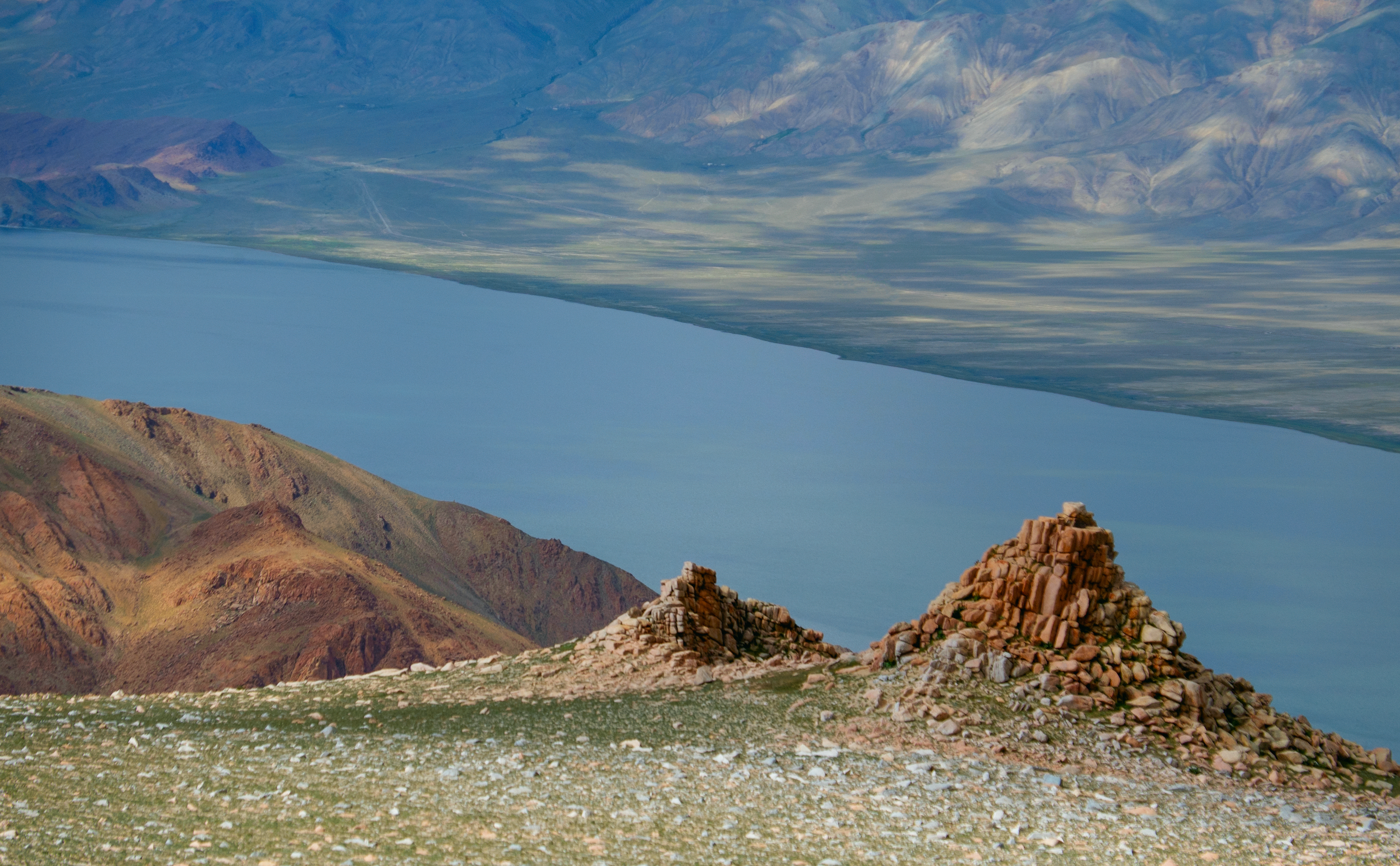
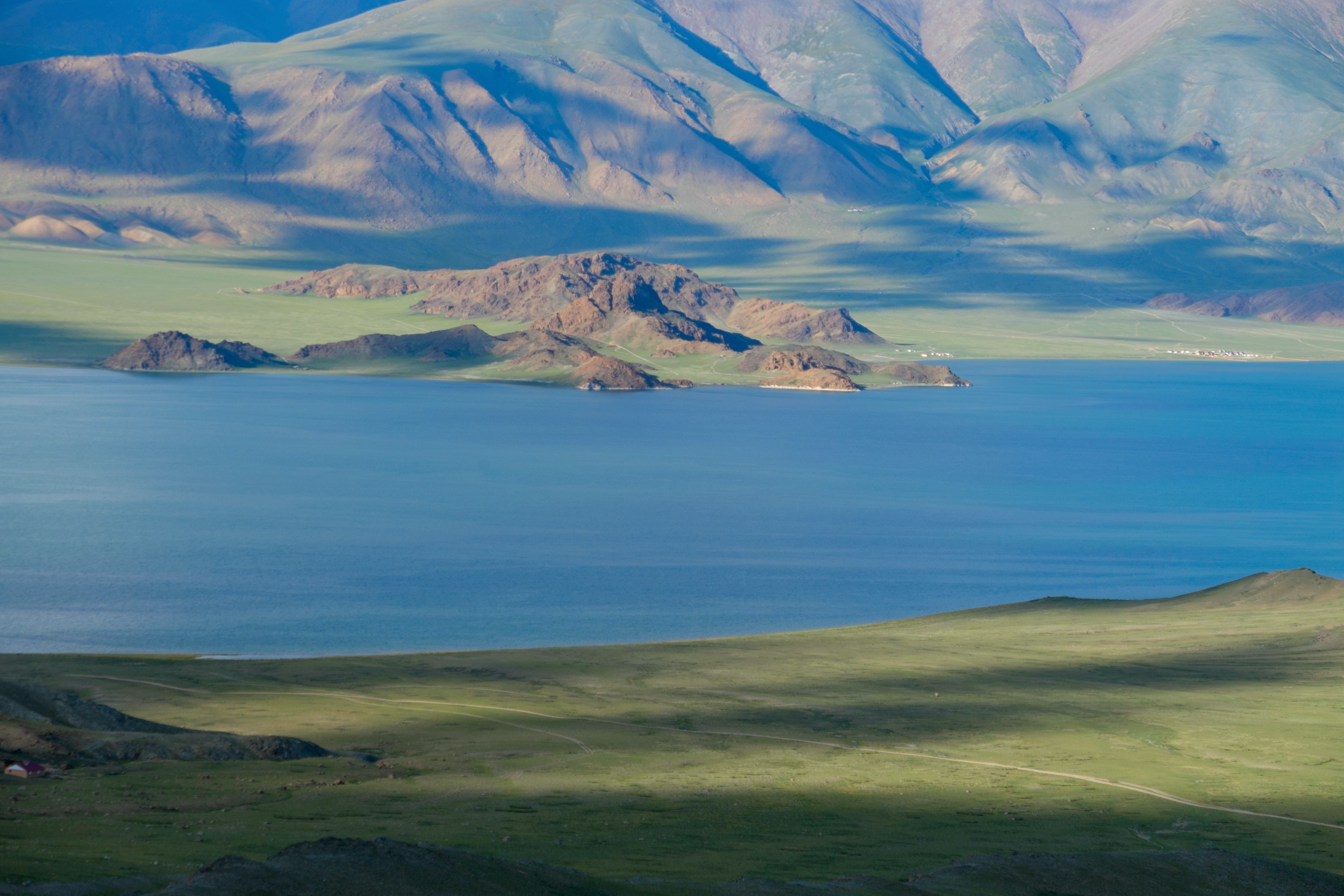
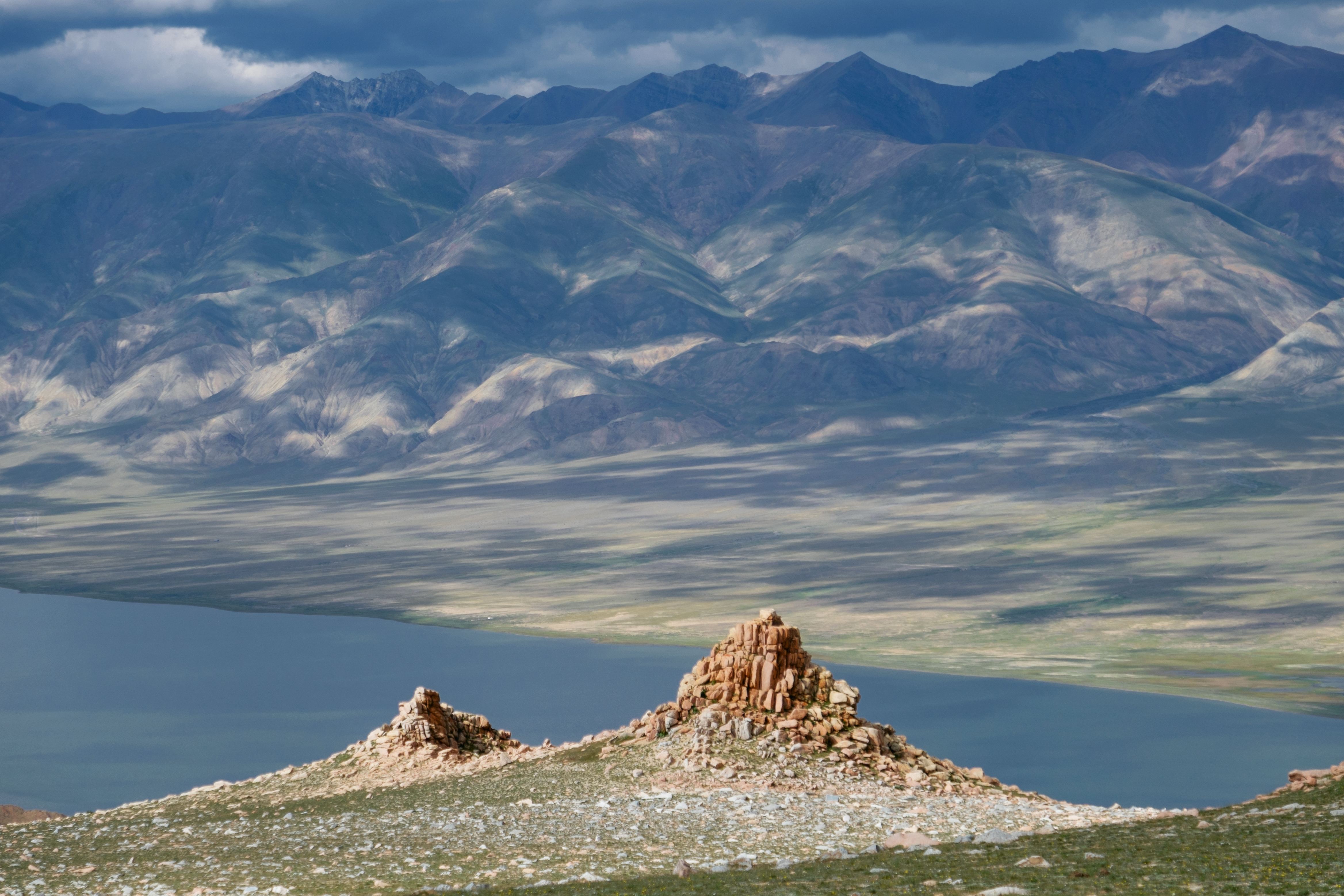
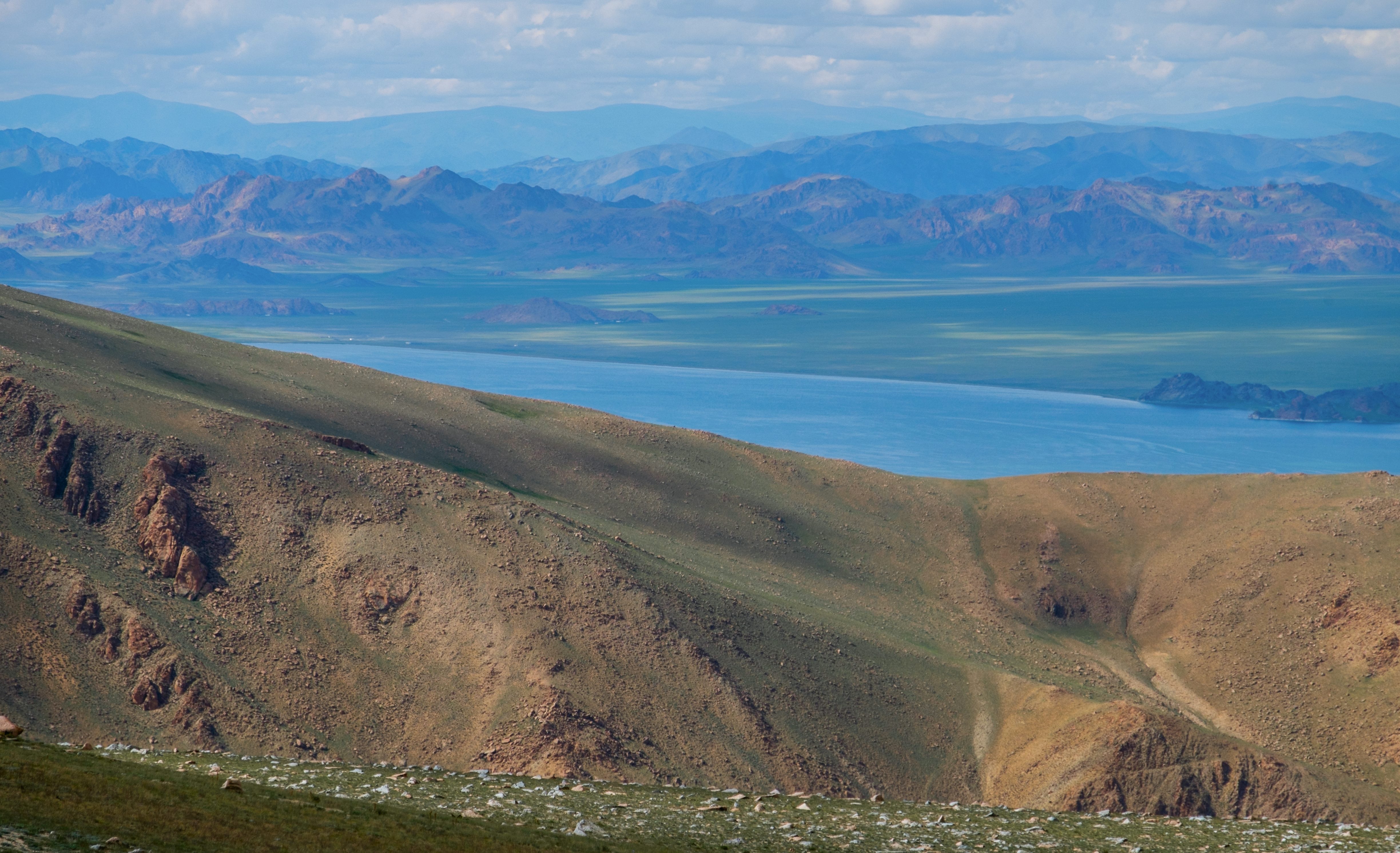
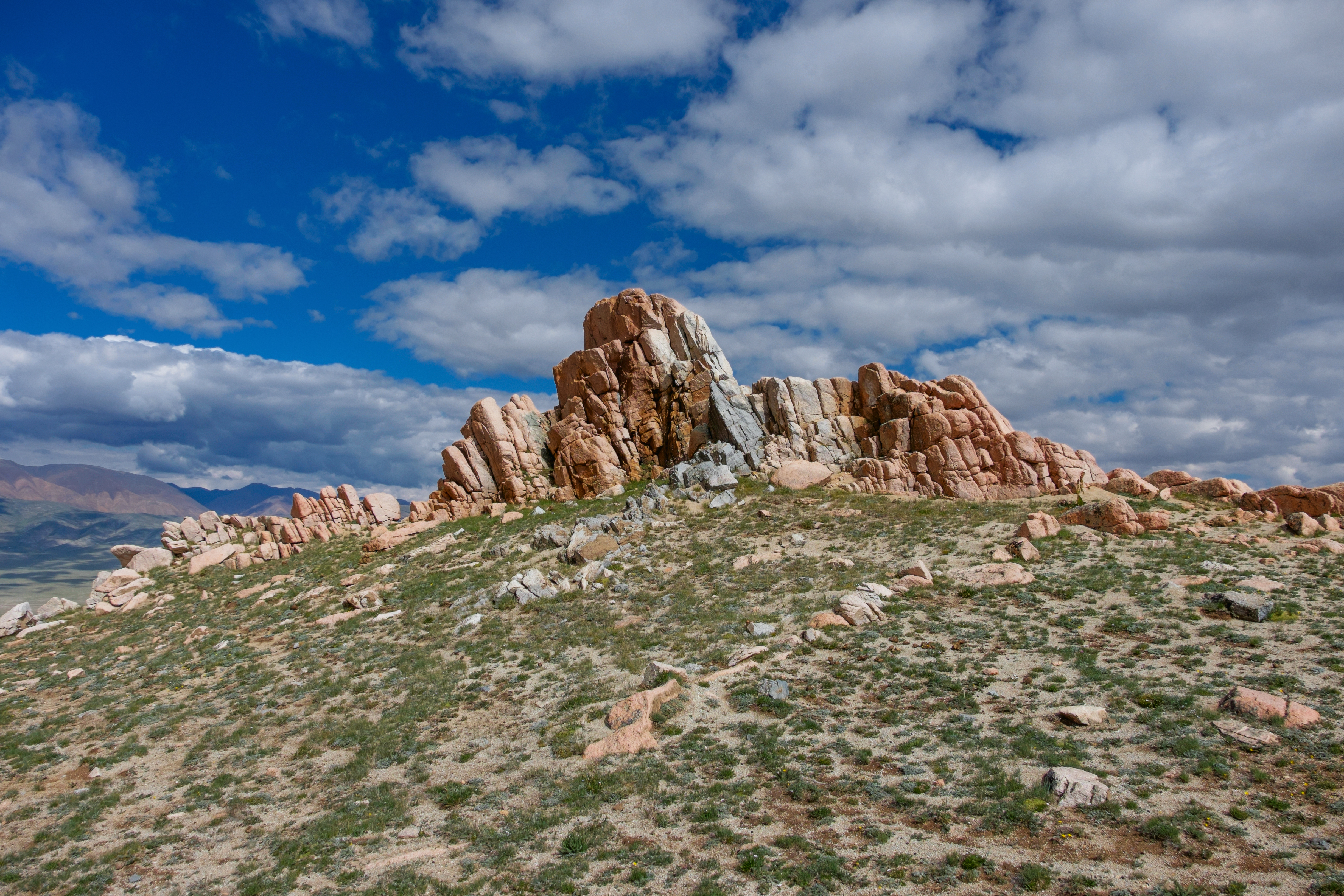
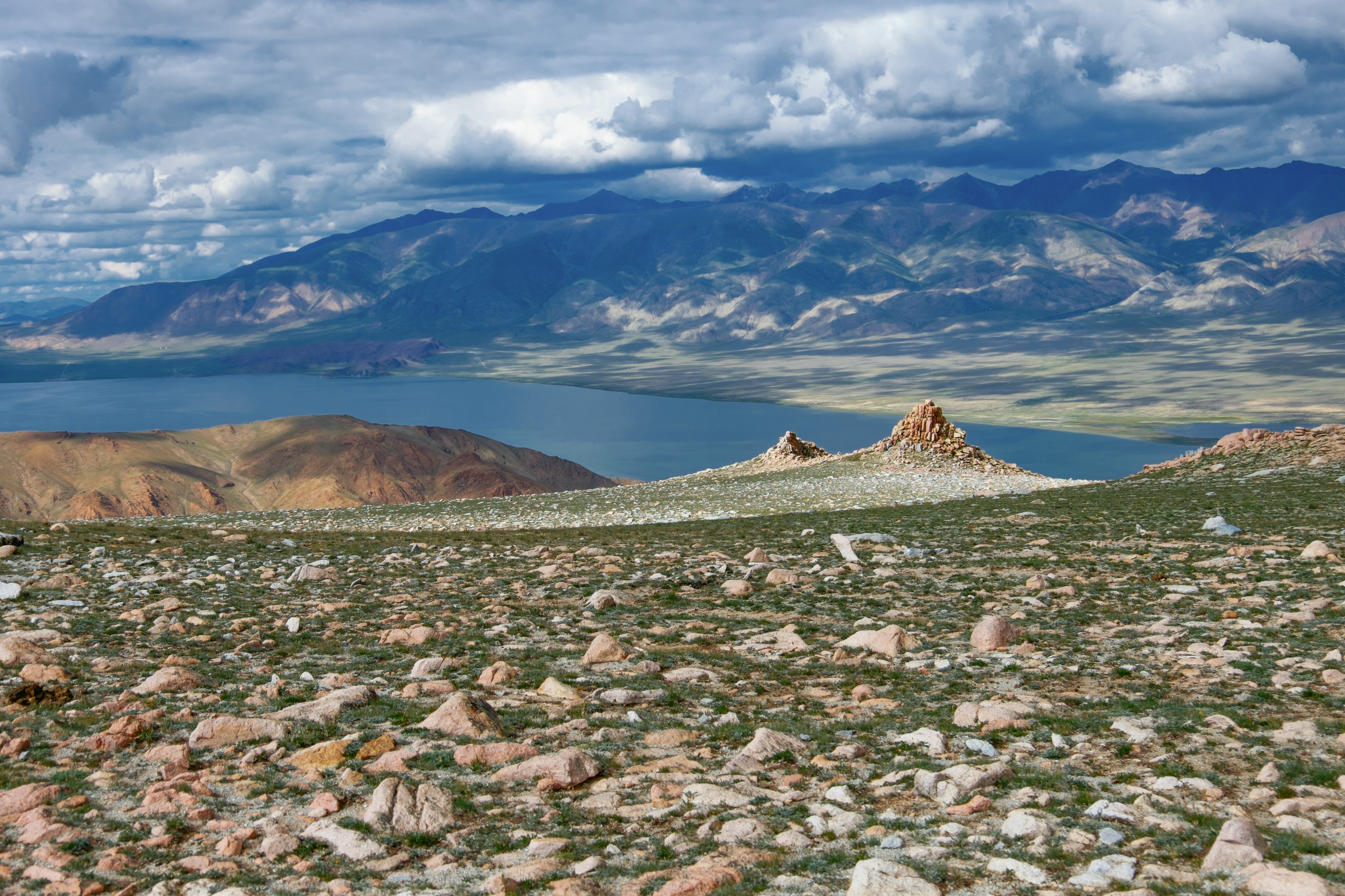
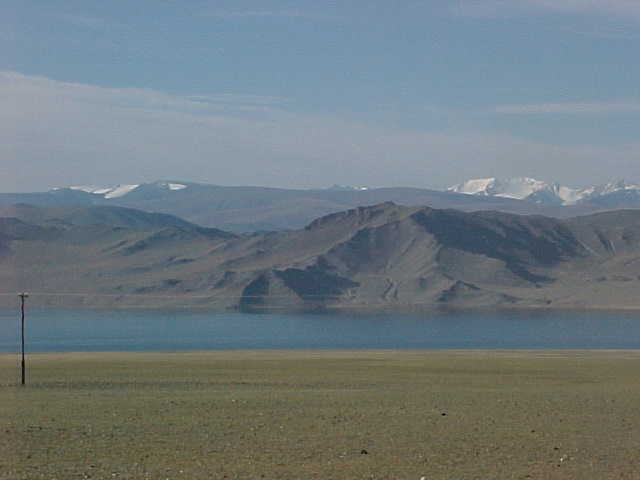